# Eusol
Eusol is een oplossing met actief chloor, die gebruikt wordt in de verzorging van chronische wonden. De naam is een acroniem: Edinburgh University Solution Of Lime. In de oorspronkelijke samenstelling bevatte het 1.25 gram chlorinated lime, 1,25 gram boorzuur, met water aangevuld tot 100 ml. Chlorinated lime staat daarbij voor calciumhypochloriet (chloorkalk); in het Engels kan het ook bleaching powder aanduiden, een wit poeder van calciumhydroxide, calciumchloride en calciumhypochloriet.
Eusol bevat ca 0,25% actief chloor. In Nederland wordt met de term Eusol tegenwoordig natriumhypochloriet 0,25% met vloeibare paraffine aangeduid (zonder boorzuur).

## Toepassing
Tot in de jaren 80 was Eusol populair om de bacteriegroei in chronische wonden tegen te gaan. Het zou vooral toegepast moeten worden als een wond geel beslag bevat, en wel door gazen gedrenkt in paraffine een uur lang in de wond te laten. In laboratoriumproeven bleek het echter schadelijk voor granulatieweefsel, zodat het deels uit de gratie is geraakt.